# Thomas H. Ittel
Thomas Heinz Ittel (* 25. Juni 1957 in Ludwigshafen am Rhein) ist ein deutscher Mediziner und Wissenschaftler. Vom 1. Januar 2011 bis Ende Dezember 2024 war er Vorstandsvorsitzender und Ärztlicher Direktor der Uniklinik RWTH Aachen sowie Vorstandsvorsitzender der Stiftung Universitätsmedizin Aachen.

## Leben und Wirken
Ittel wurde 1957 in Ludwigshafen am Rhein geboren und wuchs in Bad Dürkheim auf. Nach dem Physikum an der RWTH Aachen 1978 setzte er sein Studium der Humanmedizin an der Rheinischen Friedrich-Wilhelms-Universität in Bonn fort, wo er 1983 das medizinische Staatsexamen und die Promotion ablegte. Nach Beginn der Facharztweiterbildung an der Medizinischen Klinik II der Medizinischen Fakultät der RWTH Aachen folgten Forschungstätigkeiten an der Memorial University of Newfoundland (St. John’s, Canada), dem Veterans Administration Medical Center (Denver, Colorado, USA) und an dem Biochemischen Institut der University of California Riverside (Californien, USA).
Ende 1984 an das Universitätsklinikum Aachen zurückgekehrt, setzte er seine Facharztweiterbildung an den Medizinischen Kliniken fort und wurde zum Oberarzt der Medizinischen Klinik II ernannt. In den darauffolgenden Jahren folgte die Anerkennung als Arzt für Innere Medizin, die Verleihung der „Venia legendi für Innere Medizin“, die Auszeichnung der Habilitationsschrift mit dem Friedrich-Wilhelm-Preis der RWTH sowie die Anerkennung des Schwerpunktes Nephrologie. 1997 wurde er zum außerplanmäßigen Professor der Medizinischen Fakultät der RWTH Aachen ernannt. Im gleichen Jahr erfolgte die Ernennung zum Chefarzt am Klinikum der Hansestadt Stralsund. 13 Jahre leitete er dort die Medizinische Klinik u. a. mit den Schwerpunkten Hämatologie/Onkologie, Nephrologie und internistische Intensivmedizin, wurde zum Ärztlichen Direktor des Hanse-Klinikums Stralsund ernannt, war Leiter des Medizinischen Führungsausschusses der Damp Holding AG sowie langjähriges Mitglied des Aufsichtsrates und des Präsidiums der Damp Holding AG.
Vom 1. Januar 2011 bis Ende Dezember 2024 war Ittel Vorstandsvorsitzender und Ärztlicher Direktor der Uniklinik RWTH Aachen. Zudem war er Vorstandsvorsitzender der Stiftung Universitätsmedizin Aachen.
Thomas H. Ittel ist verheiratet und Vater von drei Kindern.

## Mitgliedschaften
Ittel ist seit 2016 Präsidiumsmitglied des KfH (Kuratorium für Dialyse und Nierentransplantation e.V.) und wurde 2021 als Präsidiumsmitglied für weitere 5 Jahre bestätigt. Der gemeinnützige Verein wurde im Oktober 1969 gegründet und ist der größte ambulante Dialyseanbieter in Deutschland.
Darüber hinaus wurde Ittel in der Mitgliederversammlung der Initiative Qualitätsmedizin (IQM) für die universitäre Trägergruppe in den erweiterten Vorstand für die Amtszeit 2021–2024 gewählt. In der Initiative Qualitätsmedizin engagieren sich Krankenhäuser aus Deutschland und der Schweiz freiwillig für mehr medizinische Qualität bei der Behandlung ihrer Patienten.